# Sarla Thakral

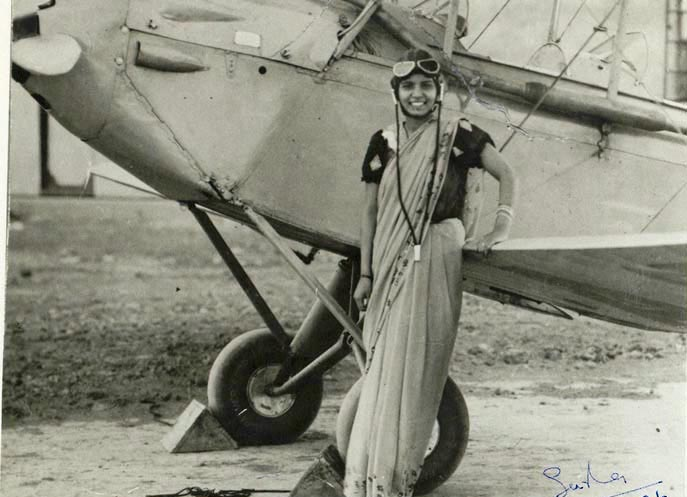
Sarla Thakral

Sarla Thakral (Nuova Delhi, 1914 – 15 marzo 2008) è stata un'aviatrice, pittrice e designer indiana.

## Biografia
Nata nel 1914 conseguì una licenza di pilota aeronautico nel 1936, all'età di 21 anni, diventando la prima donna indiana a pilotare un aereo. Dopo aver ottenuto la licenza iniziale, ha perseverato e completato mille ore di volo nell'aereo di proprietà del Lahore Flying Club. Suo marito, P. D. Sharma, che sposò a 16 anni veniva da una famiglia che aveva 9 piloti di aerei e incoraggiò Sarla a fare lo stesso. Mentre Sharma era stata il primo indiano a ottenere la patente di pilota di posta aerea (volava tra Karachi e Lahore); sua moglie sarebbe stata la prima donna in India a ottenere la licenza "A" dopo aver accumulato più di 1000 ore di volo.
Tragicamente, il capitano Sharma morì in un incidente aereo nel 1939. Dopo un po' di tempo la neo vedova Thakral cercò di fare domanda per migliorare la sua licenza di pilota fino al livello commerciale, ma era iniziata la Seconda guerra mondiale e la formazione civile fu sospesa. Con un bambino da crescere e la necessità di guadagnarsi da vivere Thakral abbandonò i suoi piani per diventare un pilota commerciale per tornare a Lahore con l'obbiettivo di frequentare la Mayo School of Art; dove si specializzò nella scuola di pittura del Bengala ottenendo un diploma in belle arti.
Thakral era una devota seguace dell'Arya Samaj, una comunità spirituale dedita a seguire gli insegnamenti dei Veda. All'interno di questa comunità la possibilità di risposarsi era permessa a Thakral.
Dopo il conseguimento della licenza si trasferì a Delhi con le sue due figlie dove incontrò il suo secondo marito, R.P. Thakral, che sposò nel 1948. Sarla, nota anche come Mati, divenne una donna d'affari di successo, pittrice e designer di vestiti e bigiotteria. È morta nel 2008.